# Jamie Swanson
Pour les articles homonymes, voir Swanson.
Pas d'image ? Cliquez ici

a Compétitions nationales et continentales officielles uniquement.

b Matchs officiels uniquement.
Jamie Swanson, né le 1er juillet 1992 à Glasgow, est un joueur écossais de rugby à XV qui évolue au poste de troisième ligne centre.

## Biographie
Jamie Swanson, né à Glasgow, pratique le rugby à XV dès sa jeunesse dans sa ville natale. Après avoir joué avec l'académie nationale pendant quatre saisons, il évolue avec le Boroughmuir RFC, club basé à Édimbourg. Pendant la saison 2013-2014, il prend part au championnat d'Écosse en première division, avec le Stirling County RFC,.
Entre-temps, il porte le maillot national, avec l'équipe d'Écosse des moins de 20 ans. Il participe entre autres au championnat du monde junior, lors des éditions 2011 et 2012,, ainsi qu'au Tournoi des Six Nations des moins de 20 ans en 2012.
Désireux d'intégrer l'une des deux franchises professionnelles écossaises, les Glasgow Warriors et l'Édimbourg Rugby, il est néanmoins barré à son poste par d'autres joueurs pour espérer atteindre son objectif. À l'intersaison 2014, il décide alors d'entamer une expérience à l'étranger : il quitte ainsi l'Écosse pour rallier la France, et est intégré à l'effectif du RAC Châteauroux, évoluant alors en Fédérale 3. Il rejoint l'US Bergerac en 2015 en Fédérale 1.
Swanson s'engage un an plus tard en deuxième division professionnelle avec l'US Dax. Gêné par plusieurs blessures, il ne parvient pas à disputer une saison complète et n'est pas reconduit par le club au terme de sa première année.
Après être rentré en Écosse durant l'intersaison pour se soigner, il signe en faveur du Stade Rodez en Fédérale 1.
Il rejoint la saison suivante le Stade langonnais, toujours en Fédérale 1. Malgré la relégation du club girondin en Fédérale 2 au terme de la saison, Swanson prolonge son contrat,. Bien qu'il réalise une bonne première partie de saison 2019-2020 avec le club girondin, il met un terme à sa carrière sportive à la fin de la saison, trop entravé par les blessures répétées.